# Sommet Action Climat
Le sommet Action Climat de l'Organisation des Nations unies (ONU) a lieu du 21 au 23 septembre 2019, à New York.

## Historique
Le sommet Action Climat a lieu entre les 21 et 23 septembre 2019. La veille de son ouverture, des manifestations pour le climat, en lien avec le mouvement « Fridays for Future », ont lieu dans plus de 160 pays du monde, rassemblant plus de 4 millions de personnes.

## Organisation, objectifs et résultats
Cette réunion exceptionnelle, décidée par le secrétaire général de l'ONU, António Guterres, se tient dans les locaux de l'ONU à New York,,. Se référant à l'accord de Paris sur le climat, le secrétaire général de l'organisation tente de mener les États membres à dépasser les seules promesses et à agir,, mais la réunion n'aura pas l'impact souhaité. Un groupe d’États s'engage cependant à augmenter ses efforts sur les cinq années suivantes : ce sont 66 pays dont la majorité sont des pays en développement et qui, ensemble, produisent moins de 7 % des émissions de GES mondiales. De leur côté, les pays produisant le plus de gaz à effet de serre (GES) ne se sont pas rendus au sommet ou ne revoient pas leurs engagements à la hausse.

## Réaction
La jeune militante écologiste Greta Thunberg réagit lors de son discours à la tribune du sommet, avec notamment la formulation : « Comment osez-vous ? […] Vous avez volé mes rêves et mon enfance avec vos paroles creuses ».